# Parafia św. Wojciecha w Sławicach Szlacheckich
Parafia świętego Wojciecha w Sławicach Szlacheckich – parafia rzymskokatolicka, znajdująca się w diecezji kieleckiej, w dekanacie miechowskim.

## Historia
W latach 1410–1819 kościół św. Wojciecha w Sławicach należał do zakonu bożogrobców z klasztoru w Miechowie. Obecną murowaną świątynię wzniesiono w połowie XVII wieku; została przebudowana w latach 1927–1928. Wnętrze ze ścianami pokrytymi polichromią ma cechy rokokowe i barokowe. Świątynia posiada mały chór muzyczny, podtrzymywany przez dwa filary, z niewielkimi organami.
Na przykościelnym cmentarzu znajduje się nagrobek Pawła Rohlanda (1724–1817), kasjera dóbr królewskich i podstolego przemyskiego, nobilitowanego przez króla Stanisława Augusta, ojca Franciszka Rohlanda, polskiego generała brygady w czasie powstania listopadowego, uczestnika wojen napoleońskich. Na nagrobku wyryto herb Pogoń z wzniesioną ku górze ręką trzymającą miecz.
Kościół św. Wojciecha w Sławicach Szlacheckich wchodzi w skład tzw. Małopolskiego Szlaku Bożogrobców. 